# SEAT 127
De SEAT 127 is een personenauto geproduceerd door de Spaanse autofabrikant SEAT van 1972 tot 1982.

## Geschiedenis
De SEAT 127 werd gemaakt als tweedeurs of driedeurs hatchback met grote achterklep vanaf de lente van 1972, aanvankelijk als een licentie van de Fiat 127 met dezelfde carrosserie. Een jaar later werd - als Spaanse bijzonderheid zoals eerder bij de modellen 600 en 850 - een vierdeurs met langere wielbasis aangeboden. De auto's waren, net als de Fiat 127, uitgerust met een viercilinder lijnmotor met 903 cc en een vermogen van 34,5 kW / 47 pk. De dwarsgeplaatste motor stuurde zijn vermogen via een vier versnellingsbak naar de voorwielen. De SEAT 127 had een topsnelheid van 140 km/u.
Vanaf de herfst van 1977 werd een herziene SEAT 127 aangeboden. De facelift kwam overeen met het Italiaanse model. Daarnaast werd de SEAT 127 Especial aangeboden met een grotere motor (1010 cc, 38 kW / 52 pk), wat een topsnelheid van 145 km/u mogelijk maakte. Ook was een open kübelwagen SEAT Samba 127 als recreatievoertuig leverbaar.
Met de introductie van de SEAT Panda in de zomer van 1980 verviel de functie van instapmodel en introduceerde SEAT een vijfdeurs hatchback met een grote achterklep, gebaseerd op de vierdeurs met verlengde wielbasis.
Na de overname van het bedrijf door de Volkswagen-groep werd de SEAT 127 begin 1982 herzien en omgedoopt tot SEAT Fura. Van de SEAT 127 en SEAT Fura werden meer dan 1,3 miljoen exemplaren gefabriceerd in dertien jaar. Daarmee waren ze de meest succesvolle modellen van de Spaanse autofabrikant.

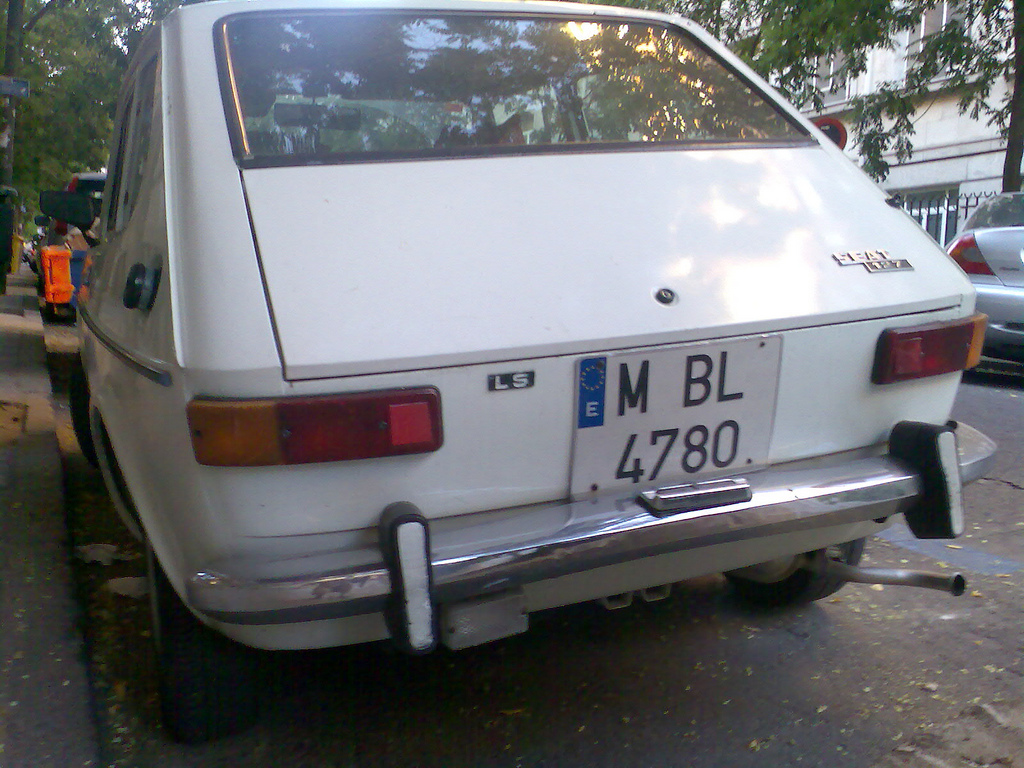
achterzijde eerste serie (1972-1977)
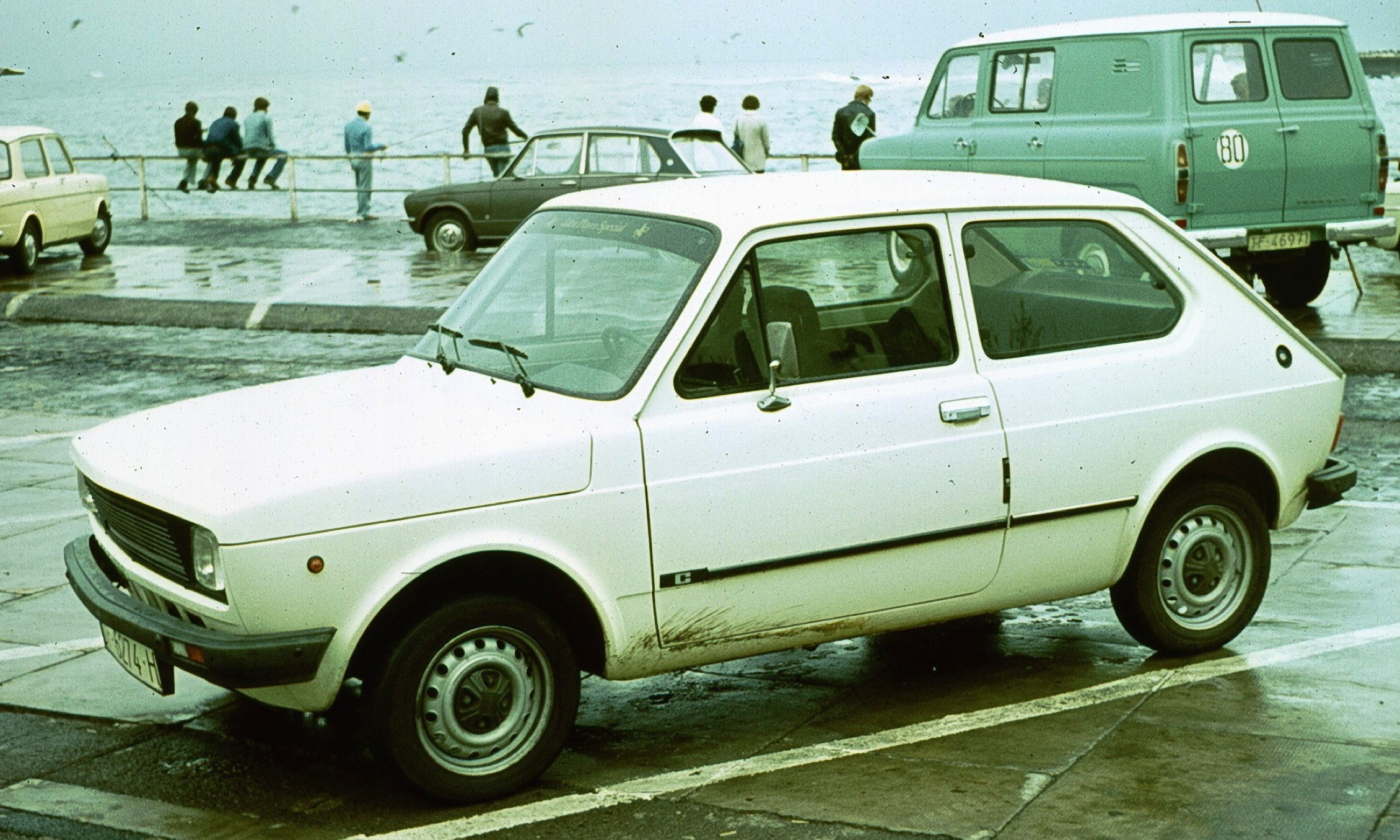
tweede serie (1977-1982)
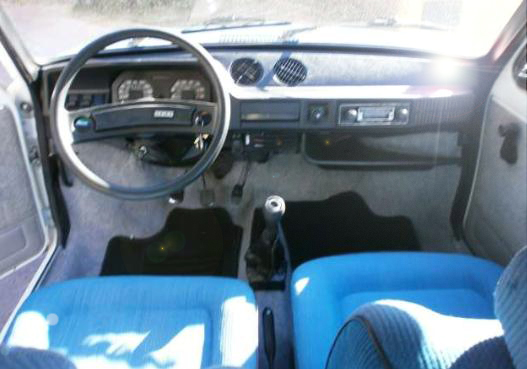
interieur tweede serie
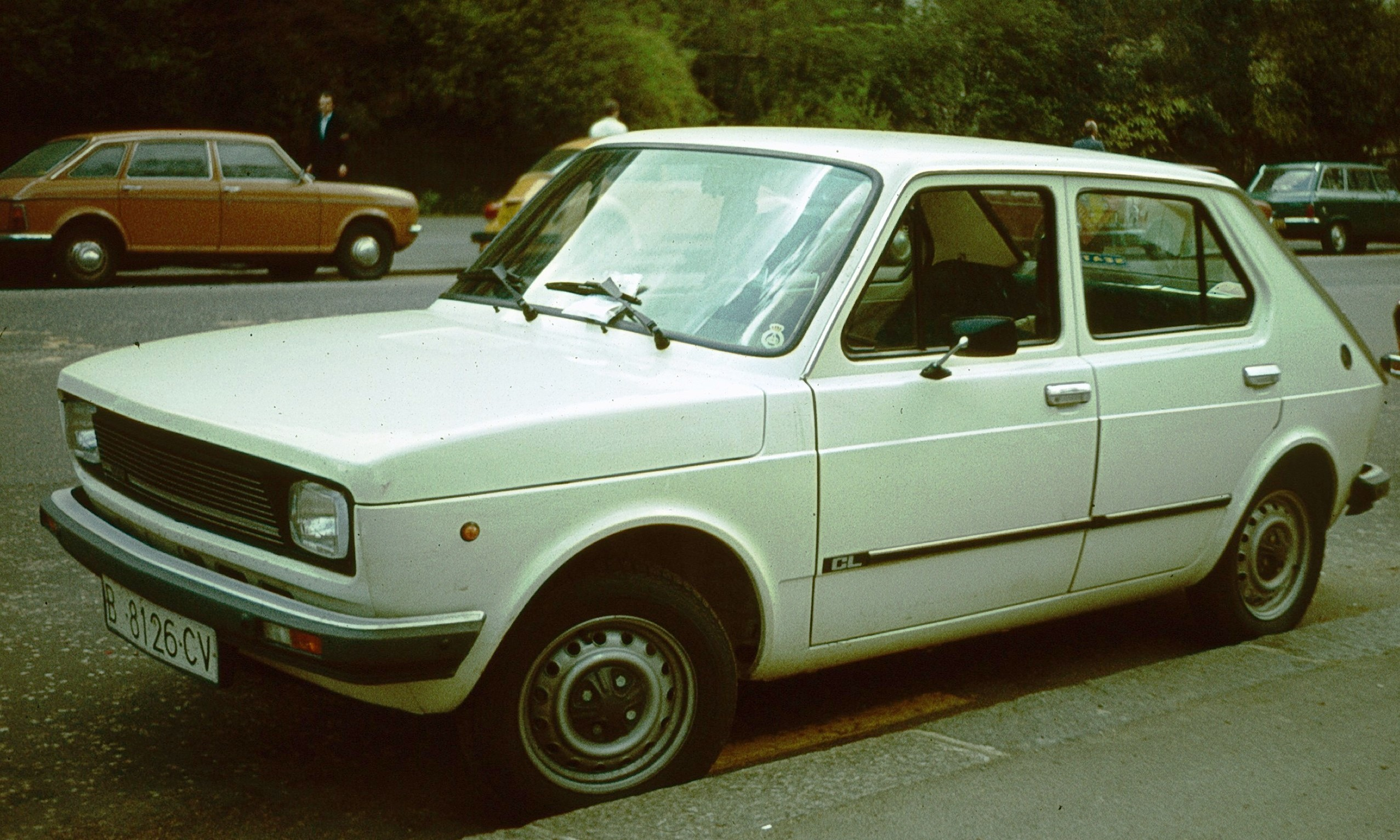
5-deurs (1980-1982)

Huidige modellen:
Ibiza · 
Arona ·
Leon ·  
Ateca ·
Tarraco
Oudere modellen:
600 · 
850 · 
1200 · 
1400 · 
1430 · 
1500 · 
124 · 
127 · 
128 · 
131 · 
132 · 
133 · 
Ritmo · 
Ronda · 
Fura · 
Málaga · 
Panda · 
Marbella · 
Terra · 
Inca · 
Arosa · 
Córdoba · 
Toledo · 
Altea (XL) · 
Exeo · 
Alhambra ·
Mii